# عطوي مزيد الحاج
عطوي مزيد الحاج من مشايخ جبل عامل من شحور جنوب لبنان. جاء أجداده من مدينة الحلة في العراق بعد سقوط دولة بني مزيد عام 558 هـ/ 1163م، وهو ملقب بأمير الحاج نظراً لأنه كان يحمي قوافل الحجيج إلى مكة في منتصف القرن الثامن عشر الميلادي، شارك مع أعيان جبل عامل في معركة شحور عام 1783 ضد والي عكا أحمد باشا الجزار. أُخذ أسيرا إلى عكا حيث سُجن ثم رُمي في بحرها وقتل غرقاً.